# Langegracht (Maarssen)
De Langegracht is een straat op de oever(wal) van de Vecht in het Nederlandse dorp Maarssen. De Langegracht begint bij de Zandweg en loopt tot aan de Herengracht waarin hij bij de Evert Stokbrug overgaat (ter hoogte van de Kaatsbaan). Aan de Langegracht bevinden zich talrijke monumentale panden.

## Fotogalerij

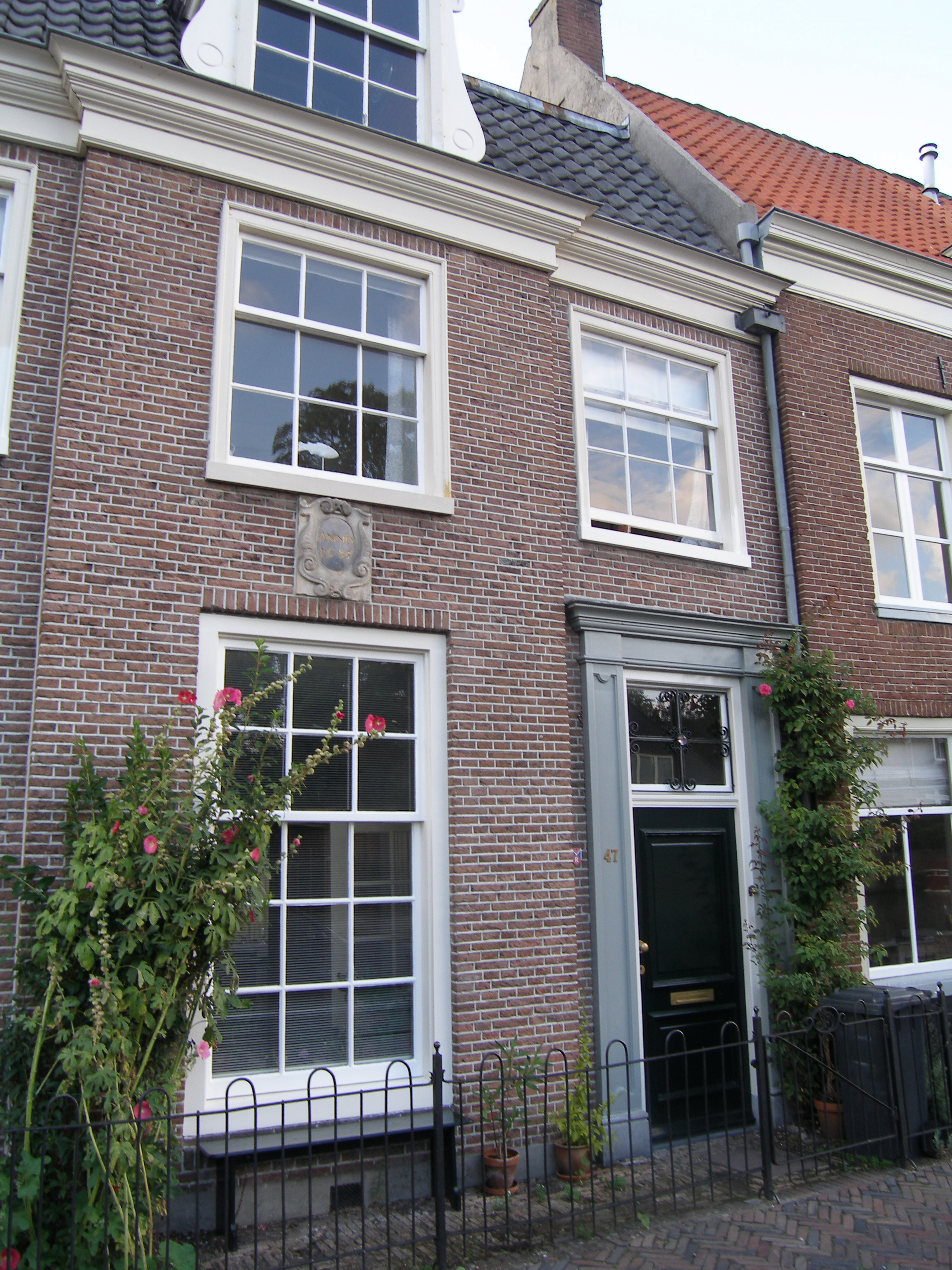
Langegracht 47 te Maarssen
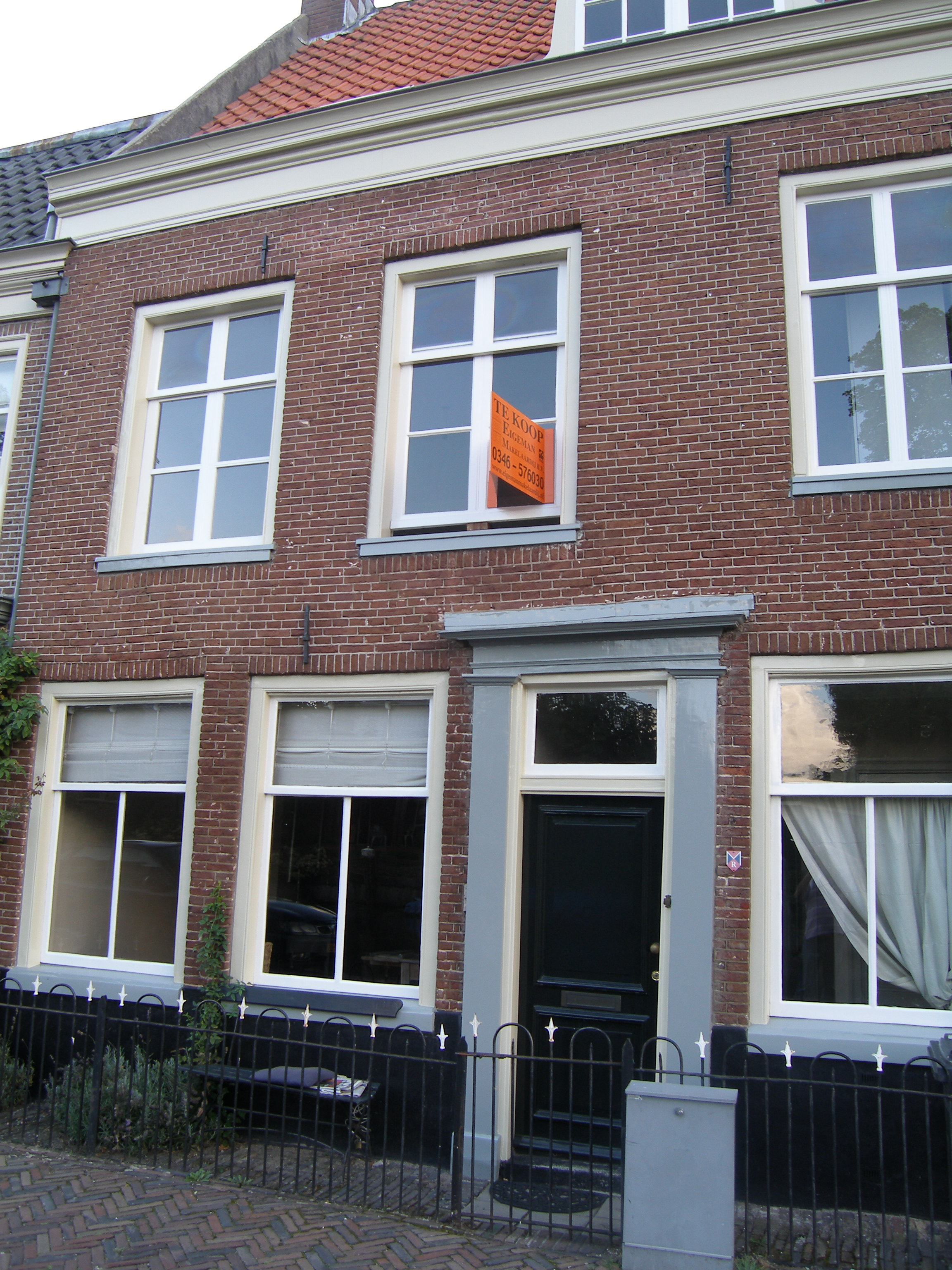
Langegracht 46 te Maarssen
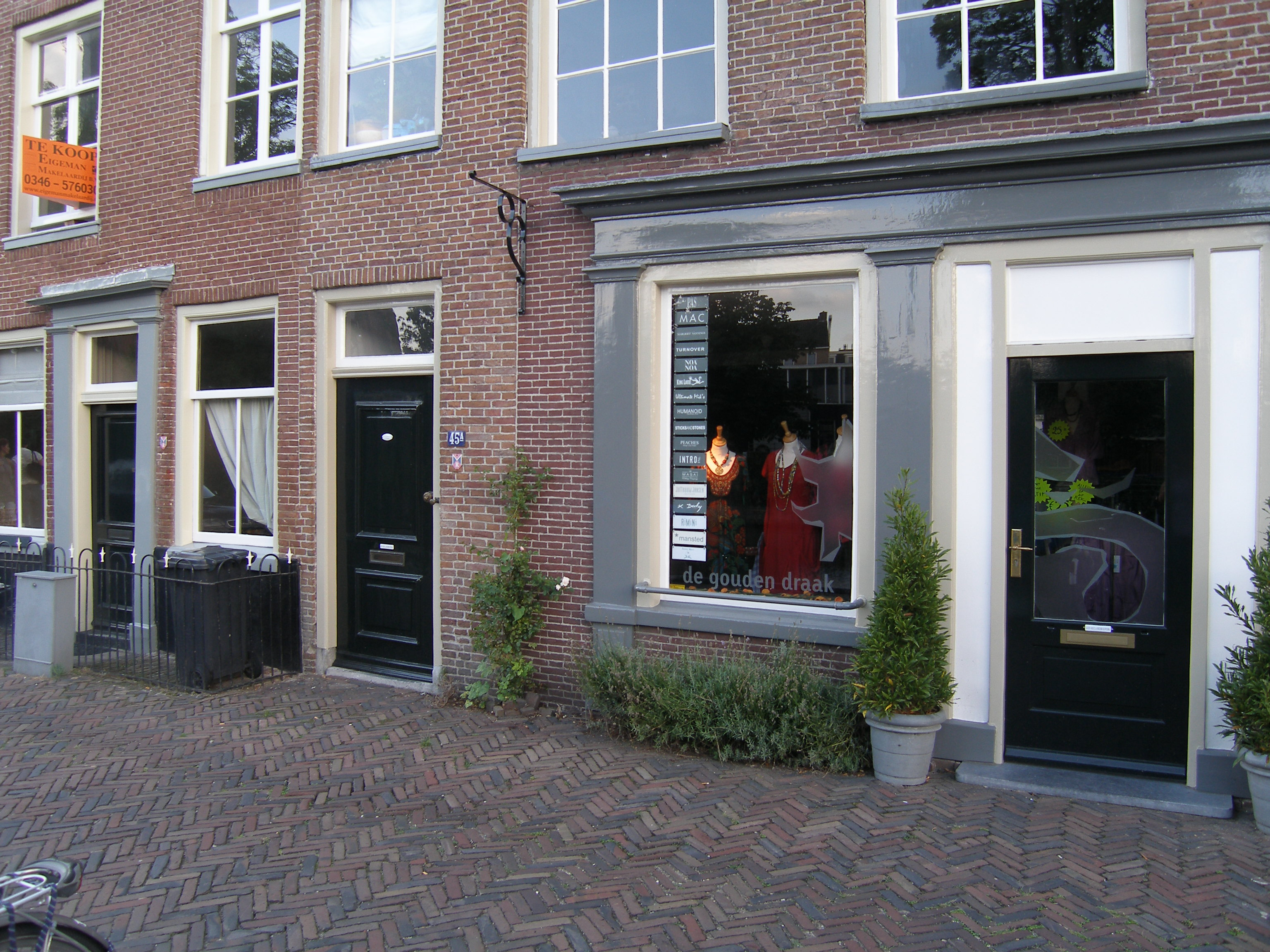
Langegracht 45 te Maarssen
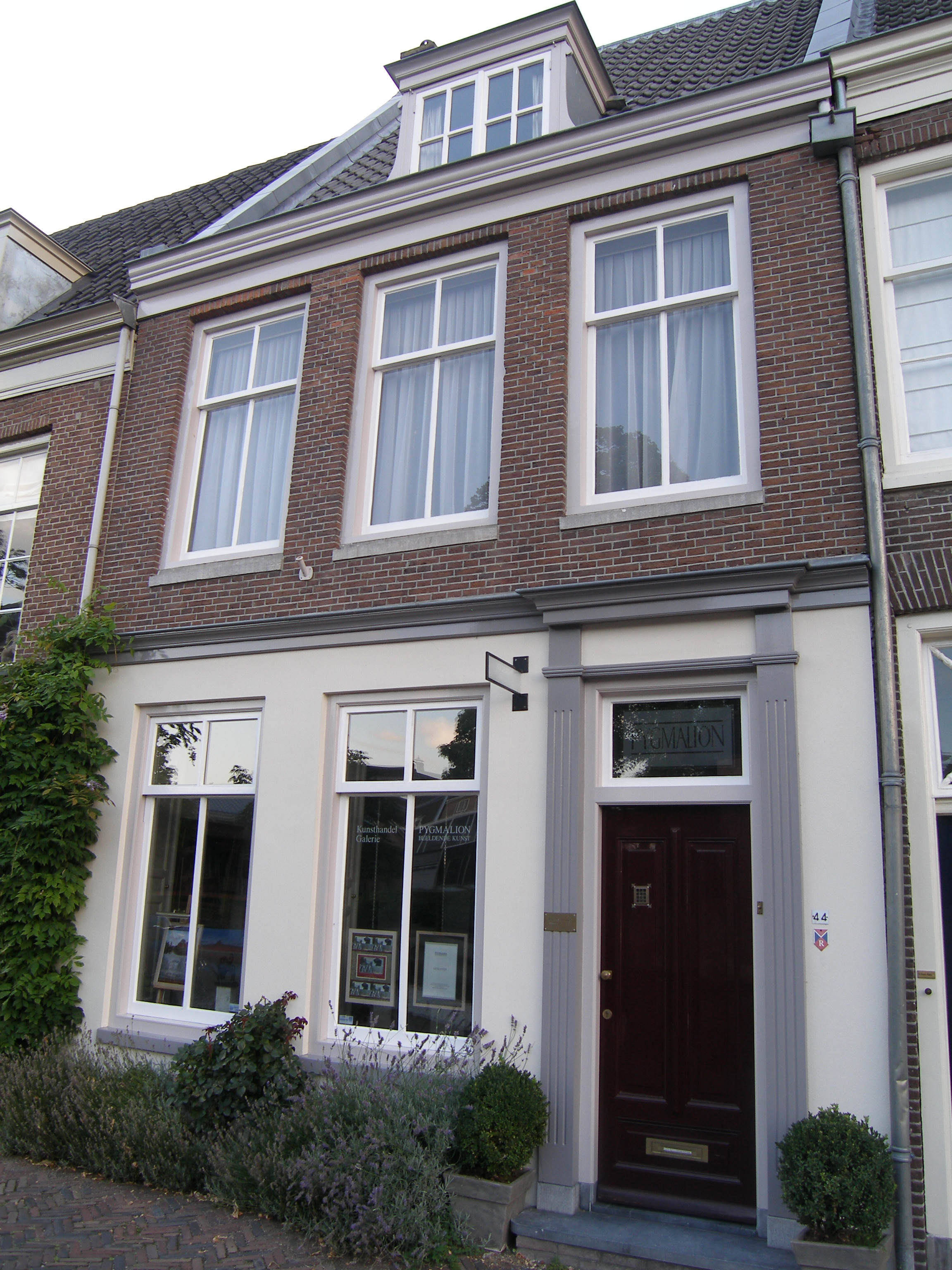
Langegracht 44 te Maarssen
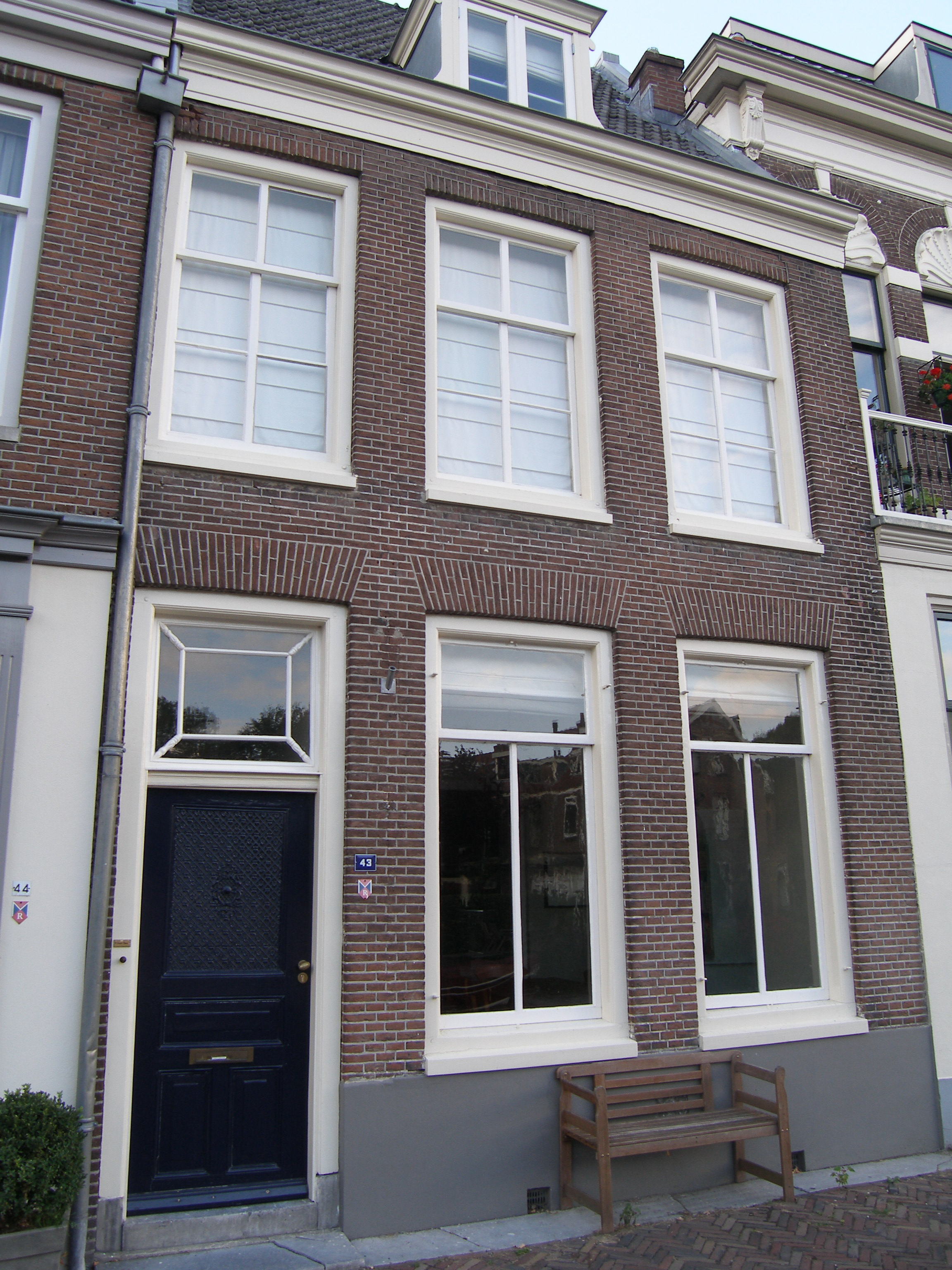
Langegracht 43 te Maarssen
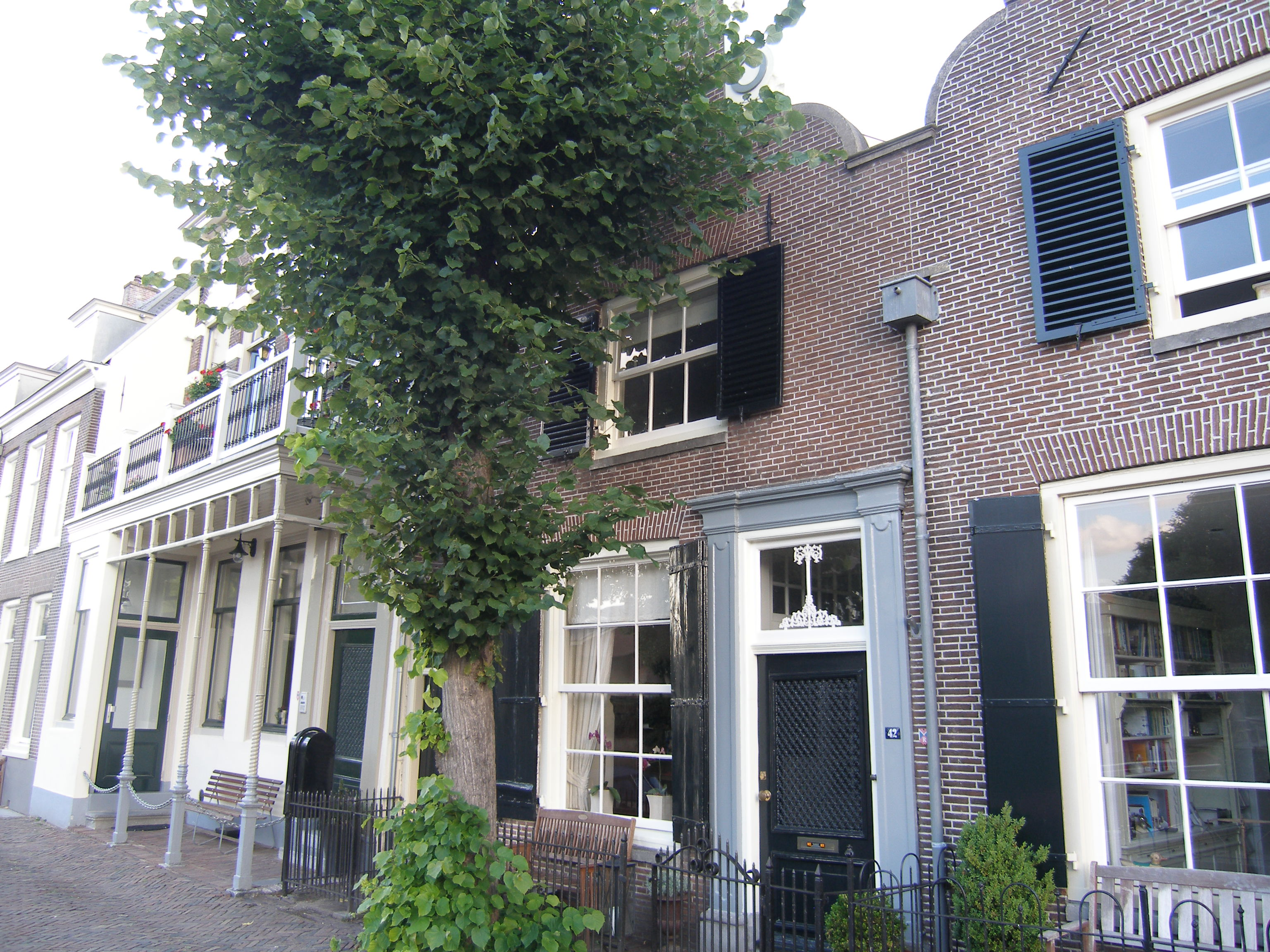
Langegracht 42 te Maarssen
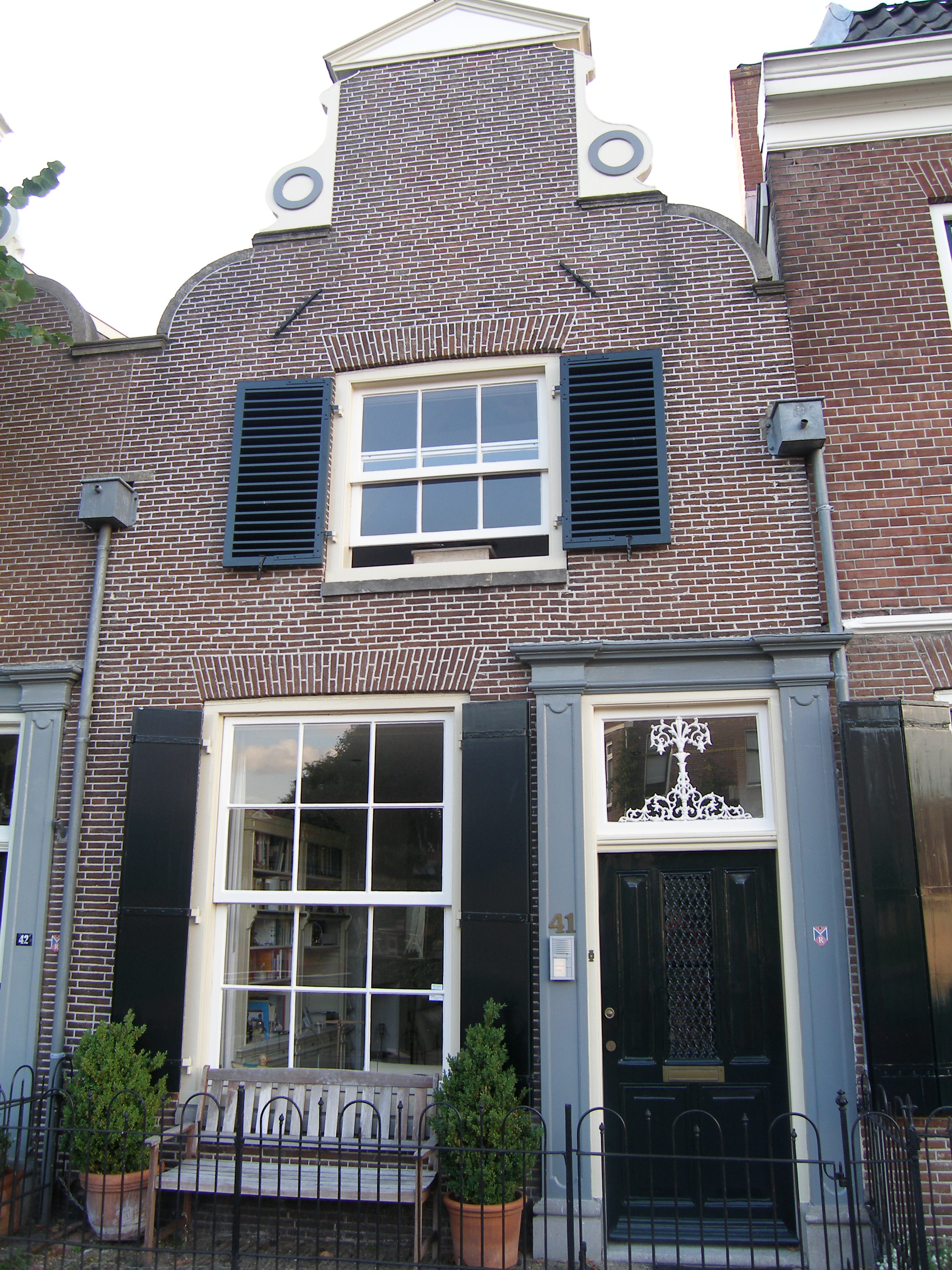
Langegracht 41 te Maarssen
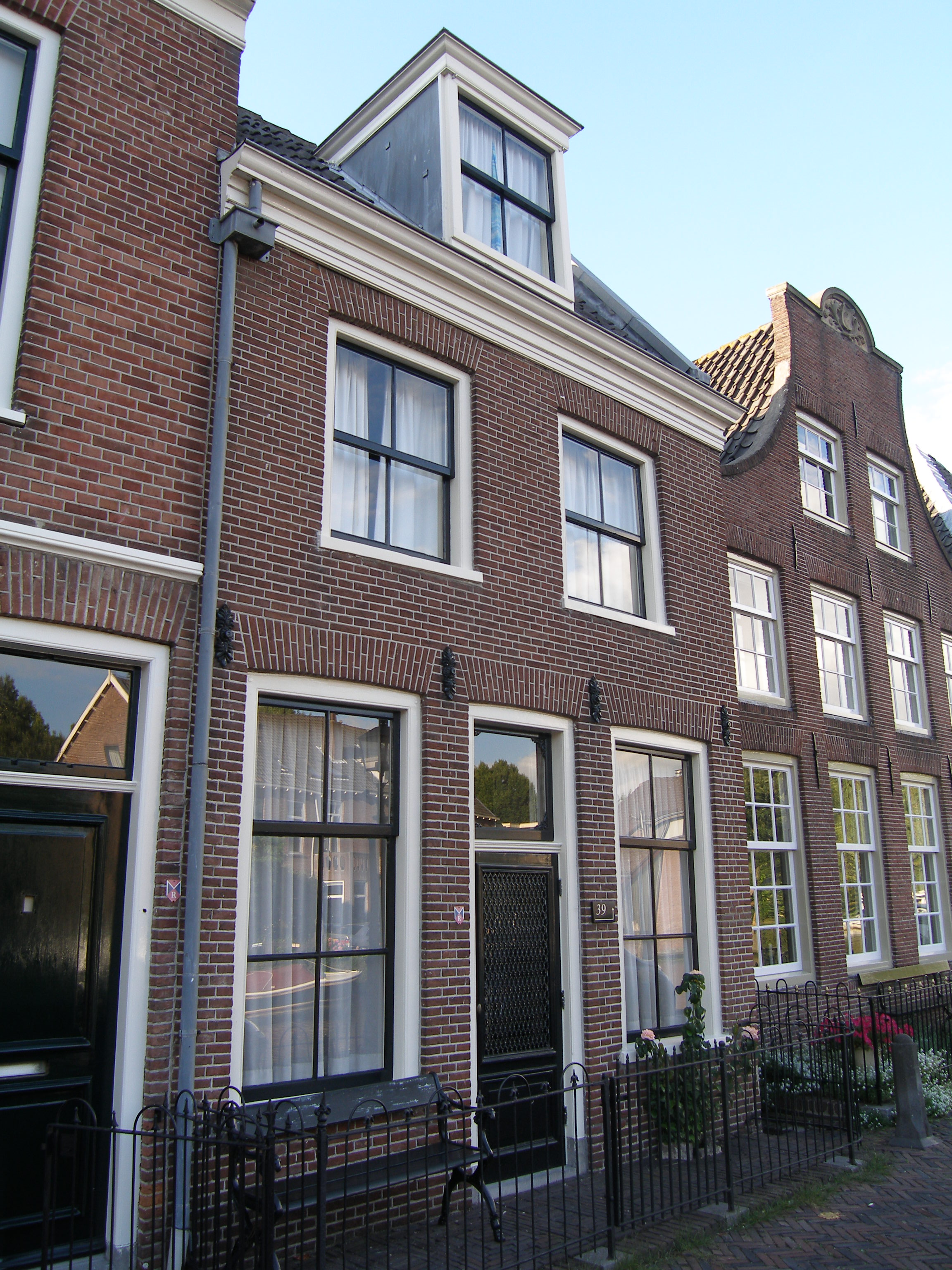
Langegracht 38 te Maarssen
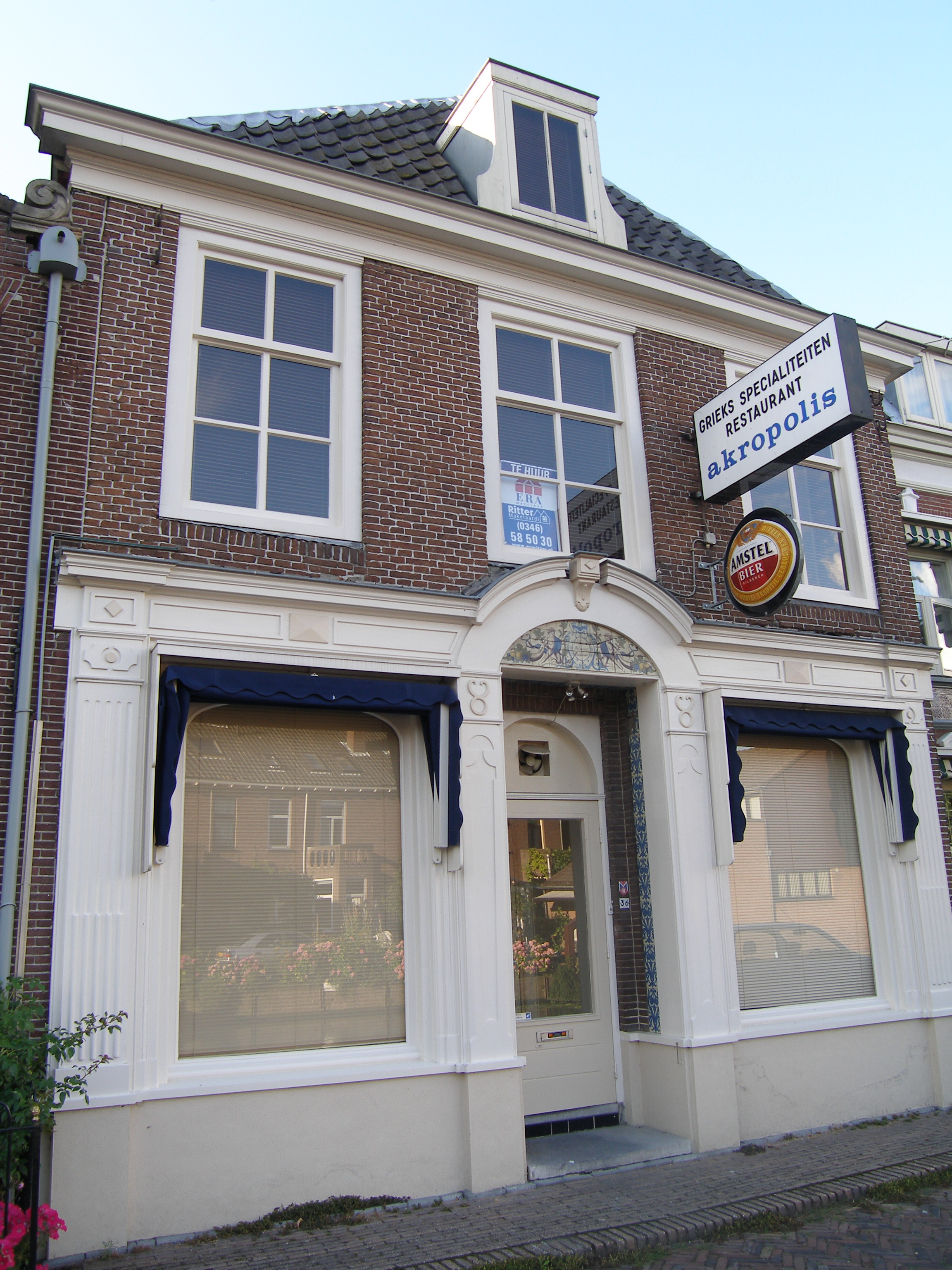
Langegracht 36 te Maarssen
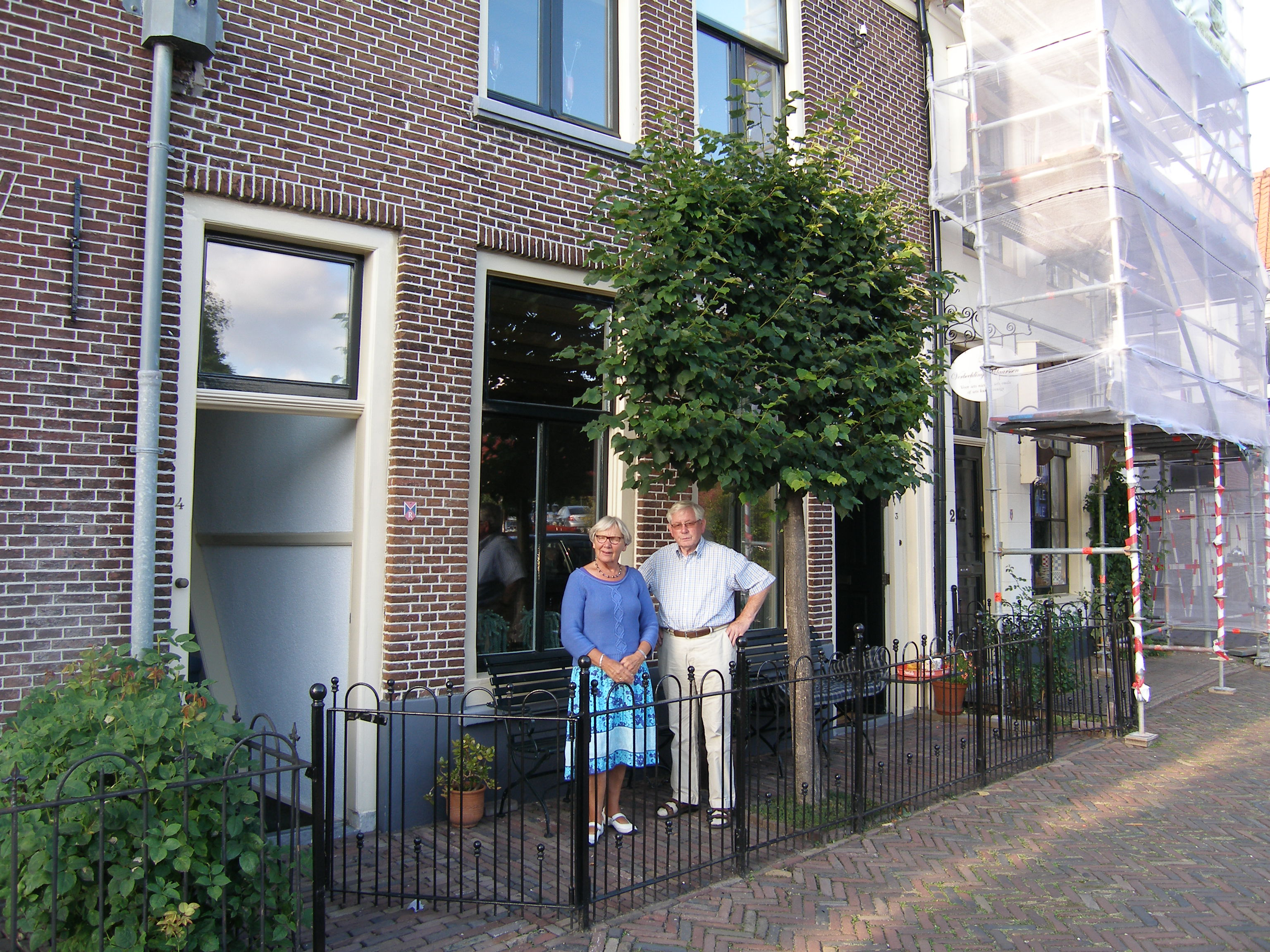
Langegracht 4 te Maarssen

Binnenweg ·
Bolensteinsestraat ·
Bolensteinseweg ·
Breedstraat ·
Diependaalsedijk ·
Herengracht ·
Kaatsbaan ·
Kerkweg ·
Langegracht ·
Nassaustraat ·
Parkweg ·
Raadhuisstraat ·
Schippersgracht ·
Wilhelminaweg · 
Zandpad